# Nagrobek Firlejów w Janowcu
Nagrobek Firlejów w Janowcu (woj. lubelskie) wyrzeźbiony został przez Santi Gucciego w l. 1587–88.
Nagrobek w układzie piętrowym, wykonany jest w całości z kamienia. Dwie nisze, jedna nad drugą, oddzielone belkowaniem, flankowane są pilastrami. Pojawia się tu płaski ornament roślinny, syntetyczny, złożony z kielichów kwiatowych, spośród których wychylają się makówki. Zakończenie ornamentu tworzą trzy kwiaty przypominające rumianki (ulubiony ornament dekoracyjny ostatniej ćw. XVI wieku). W płytkich niszowych wnękach ustawiono ukośne płyty z wyrzeźbionymi przedstawieniami zmarłych w nienaturalnej pozie.
W sposobie rzeźbienia widoczne są analogie do dzieła Santi Gucciego z kaplicy Batorego. Cechuje go styl płaszczyznowo-linearny i bogata ornamentyka.